# Odds Against Tomorrow
Odds Against Tomorrow is een Amerikaanse misdaadfilm uit 1959 onder regie van Robert Wise.

## Verhaal
De ex-politieagent Dave Burke wil een bankoverval plegen. Hij huurt daarvoor de racist Earl Slater en de zwarte Johnny Ingram in. Door de conflicten tussen zijn maats lopen de voorbereidingen van de bankroof niet van een leien dakje. Burke zit echter in geldnood en hij wil zijn plannetje toch doorzetten.

## Rolverdeling
| Acteur              | Personage          |
| ------------------- | ------------------ |
| Harry Belafonte     | Johnny Ingram      |
| Robert Ryan         | Earle Slater       |
| Shelley Winters     | Lorry              |
| Ed Begley           | Dave Burke         |
| Gloria Grahame      | Helen              |
| Will Kuluva         | Bacco              |
| Kim Hamilton        | Ruth Ingram        |
| Mae Barnes          | Annie              |
| Richard Bright      | Coco               |
| Carmen De Lavallade | Kitty              |
| Lew Gallo           | Moriarty           |
| Lois Thorne         | Eadie Ingram       |
| Wayne Rogers        | Soldaat in de bar  |
| Zohra Lampert       | Meisje in de bar   |
| Allen Nourse        | Politiecommissaris |